# Johan Manuel van Portugal

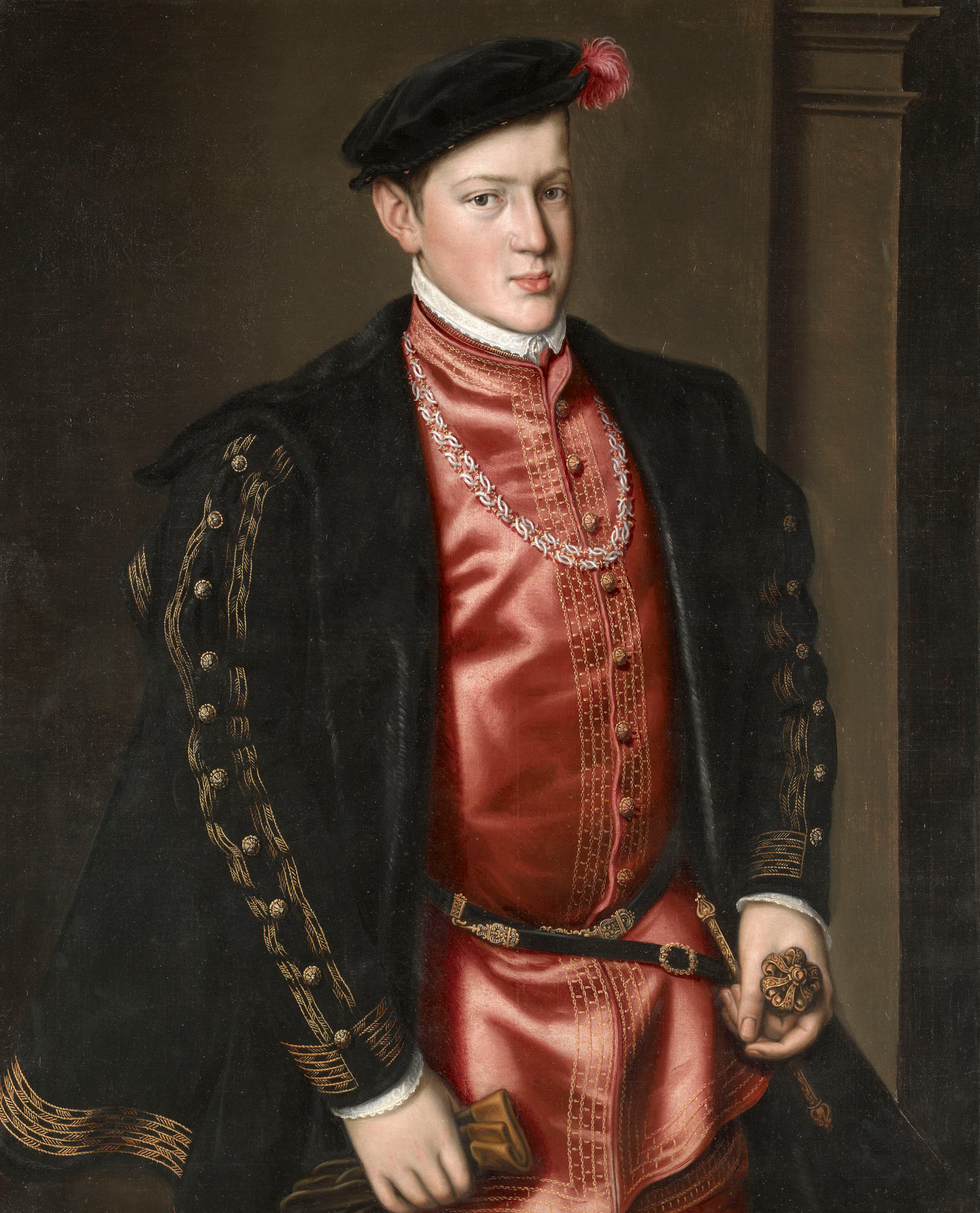
Portret van Johan Manuel van Portugal door Anthonis Mor van Dashorst, 1552.

Johan Manuel van Portugal (Évora, 3 juni 1537 - Lissabon, 2 januari 1554) was een Portugese infant en van 1539 tot aan zijn dood kroonprins van Portugal.

## Levensloop
Johan Manuel werd geboren in het Koninklijk Paleis van Évora als achtste zoon van koning Johan III van Portugal uit diens huwelijk met Catharina van Oostenrijk, dochter van Filips de Schone, hertog van Bourgondië, en Johanna de Waanzinnige, koningin van Castilië. Nadat al zijn broers waren gestorven werd hij in 1539 kroonprins van Portugal.
Hij had als tiener een zeer zwakke gezondheid, waarvoor de vele huwelijken tussen de Portugese en Spaanse koninklijke familie verantwoordelijk werden gehouden. Op 11 januari 1552 huwde hij met Johanna van Spanje (1535-1573), die zowel langs vaders- als langs moederszijde zijn nicht was. Haar vader, keizer Karel V van het Heilige Roomse Rijk, was immers zijn oom langs moederszijde en haar moeder Isabella van Portugal zijn tante langs vaderszijde.
Prins Johan Manuel van Portugal stierf in januari 1554 op 16-jarige leeftijd. Over zijn doodsoorzaak bestaat discussie: ofwel stierf hij aan tuberculose, ofwel aan diabetes, een ziekte die hij zou hebben geërfd van zijn grootvader Filips de Schone. Achttien dagen na zijn dood werd zijn postume zoon geboren: de latere koning Sebastiaan van Portugal (1554-1578).